# Écorpain
Écorpain é uma comuna francesa na região administrativa do País do Loire, no departamento de Sarthe. Estende-se por uma área de 21.26 km². Em 2010 a comuna tinha 306 habitantes (densidade: 14,4 hab./km²).